# Grüne Wand Spitze
Grüne Wand Spitze är en bergstopp i Österrike.   Den ligger i förbundslandet Tyrolen, i den västra delen av landet, 400 km väster om huvudstaden Wien. Toppen på Grüne Wand Spitze är 2 946 meter över havet, eller 128 meter över den omgivande terrängen. Bredden vid basen är 0,56 km.
Terrängen runt Grüne Wand Spitze är huvudsakligen bergig. Runt Grüne Wand Spitze är det ganska glesbefolkat, med 30 invånare per kvadratkilometer.. Närmaste större samhälle är Mayrhofen, 15,3 km nordväst om Grüne Wand Spitze. 
Trakten runt Grüne Wand Spitze består i huvudsak av gräsmarker.